# Wesley Moodie
Pour les articles homonymes, voir Moodie.
Wesley Moodie, né le 14 février 1979 à Durban, est un joueur de tennis sud-africain, professionnel depuis 2000.

## Carrière
Il a remporté un titre en simple sur le circuit ATP, à Tokyo en 2005, ainsi que le tournoi de double de Wimbledon la même année. Wesley est actuellement le joueur sud-africain no 1 et l'un des cadres de l'équipe d'Afrique du Sud de Coupe Davis.
Son jeu de service-volée est servi par son grand gabarit et son service puissant.
Enfant, Wesley pratiquait un grand nombre de sports comme la natation, le cricket ou la course. Il se décida plus tard pour le tennis, et ce choix s'avéra bon puisqu'il remporta peu de temps après les Masters Juniors d'Afrique du Sud 1996.

## Palmarès

### Titre en simple (1)
| No | Date       | Nom et lieu du tournoi              | Catégorie   | Dotation  | Surface    | Finaliste   | Score          |          |
| -- | ---------- | ----------------------------------- | ----------- | --------- | ---------- | ----------- | -------------- | -------- |
| 3  | 03-10-2005 | AIG Japan Open Championships, Tokyo | Series Gold | 665 000 $ | Dur (ext.) | Mario Ančić | 1-6, 7-67, 6-4 | Parcours |

### Titres en double (6)
| No | Date       | Nom et lieu du tournoi                          | Catégorie   | Dotation    | Surface      | Partenaire      | Finalistes                        | Score                |          |
| -- | ---------- | ----------------------------------------------- | ----------- | ----------- | ------------ | --------------- | --------------------------------- | -------------------- | -------- |
| 1  | 20-06-2005 | The Championships Wimbledon                     | G. Chelem   | 8 616 793 $ | Gazon (ext.) | Stephen Huss    | Bob Bryan Mike Bryan              | 7-64, 6-3, 62-7, 6-3 | Parcours |
| 2  | 01-01-2007 | Next Generation Adelaide International Adélaïde | Int' Series | 411 000 $   | Dur (ext.)   | Todd Perry      | Novak Djokovic Radek Štěpánek     | 6-4, 3-6, [15-13]    | Parcours |
| 3  | 09-04-2007 | Open de Tenis Comunidad Valenciana Valence      | Int' Series | 391 000 $   | Terre (ext.) | Todd Perry      | Yves Allegro Sebastián Prieto     | 7-5, 7-5             | Parcours |
| 4  | 14-04-2008 | Estoril Open Estoril                            | Int' Series | 349 000 €   | Terre (ext.) | Jeff Coetzee    | Jamie Murray Kevin Ullyett        | 6-2, 4-6, [10-8]     | Parcours |
| 5  | 08-06-2009 | AEGON Championships Londres                     | ATP 250     | 663 750 €   | Gazon (ext.) | Mikhail Youzhny | Marcelo Melo André Sá             | 6-4, 4-6, [10-6]     | Parcours |
| 6  | 15-06-2009 | Ordina Open Bois-le-Duc                         | ATP 250     | 398 250 €   | Gazon (ext.) | Dick Norman     | Johan Brunström Jean-Julien Rojer | 7-63, 68-7, [10-5]   | Parcours |

### Finales en double (7)
| No | Date       | Nom et lieu du tournoi                                       | Catégorie      | Dotation    | Surface         | Vainqueurs                        | Partenaire    | Score            |          |
| -- | ---------- | ------------------------------------------------------------ | -------------- | ----------- | --------------- | --------------------------------- | ------------- | ---------------- | -------- |
| 1  | 24-10-2005 | Davidoff Swiss Indoors Basel Bâle                            | Int' Series    | 975 000 $   | Moquette (int.) | Agustín Calleri Fernando González | Stephen Huss  | 7-5, 7-5         | Parcours |
| 2  | 30-01-2006 | Delray Beach International Tennis Championships Delray Beach | Int' Series    | 355 000 $   | Dur (ext.)      | Mark Knowles Daniel Nestor        | Chris Haggard | 6-2, 6-3         | Parcours |
| 3  | 31-12-2007 | Qatar ExxonMobil Open Doha                                   | Int' Series    | 1 024 000 $ | Dur (ext.)      | Philipp Kohlschreiber David Škoch | Jeff Coetzee  | 6-4, 4-6, [11-9] | Parcours |
| 4  | 27-10-2008 | BNP Paribas Masters Paris                                    | Masters Series | 2 057 000 € | Dur (int.)      | Jonas Björkman Kevin Ullyett      | Jeff Coetzee  | 6-2, 6-2         | Parcours |
| 5  | 12-05-2009 | Mutua Madrileña Madrid Open Madrid                           | Masters 1000   | 3 700 000 $ | Terre (ext.)    | Daniel Nestor Nenad Zimonjić      | Simon Aspelin | 6-4, 6-4         | Parcours |
| 6  | 24-05-2009 | Roland-Garros Paris                                          | G. Chelem      | 7 322 320 € | Terre (ext.)    | Lukáš Dlouhý Leander Paes         | Dick Norman   | 3-6, 6-3, 6-2    | Parcours |
| 7  | 05-04-2010 | US Men's Clay Court Championship Houston                     | ATP 250        | 442 500 $   | Terre (ext.)    | Bob Bryan Mike Bryan              | Stephen Huss  | 6-3, 7-5         | Parcours |

### Finale en double mixte (1)
| No | Date       | Nom et lieu du tournoi      | Catégorie | Dotation    | Surface      | Vainqueurs              | Partenaire   | Score     |          |
| -- | ---------- | --------------------------- | --------- | ----------- | ------------ | ----------------------- | ------------ | --------- | -------- |
| 1  | 21-06-2010 | The Championships Wimbledon | G. Chelem | 6 196 000 £ | Gazon (ext.) | Cara Black Leander Paes | Lisa Raymond | 6-4, 7-65 | Parcours |

## Parcours dans les tournois duGrand Chelem

### En simple
| Année | Open d'Australie | Open d'Australie | Internationaux de France | Internationaux de France | Wimbledon       | Wimbledon     | US Open         | US Open     |
| ----- | ---------------- | ---------------- | ------------------------ | ------------------------ | --------------- | ------------- | --------------- | ----------- |
| 2003  | —                | —                | —                        | —                        | 3e tour (1/16)  | S. Grosjean   | 2e tour (1/32)  | C. Moyà     |
| 2004  | 1er tour (1/64)  | D. Sánchez       | —                        | —                        | 1er tour (1/64) | G. Coria      | —               | —           |
| 2005  | —                | —                | —                        | —                        | —               | —             | 1er tour (1/64) | F. González |
| 2006  | 2e tour (1/32)   | A. Roddick       | 1er tour (1/64)          | N. Lapentti              | 1er tour (1/64) | D. Nalbandian | 3e tour (1/16)  | R. Nadal    |

N.B. : à droite du résultat se trouve le nom de l'ultime adversaire.

### En double
| Année | Open d'Australie           | Open d'Australie       | Internationaux de France    | Internationaux de France | Wimbledon                 | Wimbledon               | US Open                    | US Open                     |
| ----- | -------------------------- | ---------------------- | --------------------------- | ------------------------ | ------------------------- | ----------------------- | -------------------------- | --------------------------- |
| 2005  | 1/8 de finale N. Zimonjić  | M. Llodra F. Santoro   | —                           | —                        | Victoire S. Huss          | B. Bryan M. Bryan       | 1er tour (1/32) S. Huss    | L. Burgsmüller M. Youzhny   |
| 2006  | 1/8 de finale M. Bhupathi  | M. Damm L. Paes        | 2e tour (1/16) T. Johansson | I. Ljubičić U. Vico      | 1/8 de finale S. Huss     | S. Aspelin T. Perry     | 1er tour (1/32) S. Huss    | J. Björkman M. Mirnyi       |
| 2007  | 1/8 de finale T. Perry     | B. Bryan M. Bryan      | 1er tour (1/32) T. Perry    | J. Benneteau N. Mahut    | 1/8 de finale T. Perry    | M. Knowles D. Nestor    | 1er tour (1/32) F. Santoro | J. Kerr T. Phillips         |
| 2008  | 1/2 finale J. Coetzee      | A. Clément M. Llodra   | 2e tour (1/16) J. Coetzee   | J. Tipsarević V. Troicki | 2e tour (1/16) J. Coetzee | F. López F. Verdasco    | —                          | —                           |
| 2009  | 2e tour (1/16) J. Coetzee  | A. Coelho J. Sirianni  | Finale D. Norman            | L. Dlouhý L. Paes        | 1/2 finale D. Norman      | B. Bryan M. Bryan       | 1/4 de finale D. Norman    | L. Dlouhý L. Paes           |
| 2010  | 1er tour (1/32) M. Youzhny | L. Arnold Ker H. Tecău | 1/2 finale D. Norman        | D. Nestor N. Zimonjić    | 1/2 finale D. Norman      | J. Melzer P. Petzschner | 1/4 de finale D. Norman    | R. Bopanna A.-U.-H. Qureshi |
| 2011  | 1er tour (1/32) D. Norman  | X. Malisse J. Murray   | 1er tour (1/32) D. Norman   | J. S. Cabal E. Schwank   | 1/8 de finale D. Norman   | J. Melzer P. Petzschner | —                          | —                           |

N.B. : le nom du ou de la partenaire se trouve sous le résultat ; le nom des ultimes adversaires se trouve à droite.

### En double mixte
| Année | Open d'Australie | Open d'Australie | Internationaux de France     | Internationaux de France    | Wimbledon                     | Wimbledon                     | US Open                        | US Open                 |
| ----- | ---------------- | ---------------- | ---------------------------- | --------------------------- | ----------------------------- | ----------------------------- | ------------------------------ | ----------------------- |
| 2006  |                  |                  |                              |                             | 3e tour (1/8) V. Dushevina    | Zheng Jie Max Mirnyi          |                                |                         |
| 2007  |                  |                  |                              |                             | 3e tour (1/8) V. Dushevina    | E. Likhovtseva Daniel Nestor  | -                              | -                       |
| 2008  |                  |                  |                              |                             | 2e tour (1/16) Jill Craybas   | Chuang C-J. Daniel Nestor     | -                              | -                       |
| 2009  |                  |                  |                              |                             | 1er tour (1/32) V. Uhlířová   | M. Santangelo Michal Mertiňák | 1er tour (1/16) Patty Schnyder | Cara Black Leander Paes |
| 2010  |                  |                  |                              |                             | Finale Lisa Raymond           | Cara Black Leander Paes       | 1/4 de finale Lisa Raymond     | Liezel Huber Bob Bryan  |
| 2011  | -                | -                | 1er tour (1/16) Liezel Huber | V. Uhlířová Michal Mertiňák | 1er tour (1/32) R. Kops-Jones | Alicja Rosolska Rogier Wassen | -                              | -                       |

N.B. : le nom de la partenaire se trouve sous le résultat ; le nom des ultimes adversaires se trouve à droite.

## Parcours dans lesMasters 1000

### En simple
| Année | Indian Wells           | Miami              | Monte-Carlo | Rome | Hambourg | Canada | Cincinnati           | Madrid | Paris |
| ----- | ---------------------- | ------------------ | ----------- | ---- | -------- | ------ | -------------------- | ------ | ----- |
| 2003  | —                      | —                  | —           | —    | —        | —      | 2e tour M. Youzhny   | —      | —     |
| 2004  | 1er tour L. Horna      | —                  | —           | —    | —        | —      | 1er tour I. Karlović | —      | —     |
| 2005  | —                      | —                  | —           | —    | —        | —      | 1er tour D. Ferrer   | —      | —     |
| 2006  | 1er tour P. Srichaphan | 1er tour C. Rochus | —           | —    | —        | —      | —                    | —      | —     |
| 2007  | 2e tour A. Murray      | —                  | —           | —    | —        | —      | —                    | —      | —     |

N.B. : sous le résultat se trouve le nom de l’ultime adversaire.